# Al Khazneh
Al Khazneh ("De Schatkamer", Arabisch: الخزنة) is het bekendste monument in de oude Jordaanse stad Petra. Net zoals de meeste omliggende gebouwen in deze stad, waaronder het klooster Ad Deir, werd deze structuur uitgehouwen uit een zandstenen rotswand. Het ontwerp van het gebouw, dat diende als graftempel, is beïnvloed door de klassieke Griekse architectuur. Het is thans een toeristische attractie en sinds 2007, samen met de andere overblijfselen van Petra, onderdeel van de zeven nieuwe wereldwonderen.
De graftempel werd gebouwd in 85 / 84 v.Chr., waarschijnlijk in opdracht van koning Aretas III van de Nabateeërs. De voorgevel, uitgevoerd in een dubbele Korinthische orde, is 40 meter hoog en 25 meter breed.
Het gebouw dankt zijn naam aan de legende van de Bedoeïenen. Zij dachten dat de graftombe het werk moest zijn geweest van de farao van Egypte die in zijn achtervolging op Mozes en de Israëlieten, werd gehinderd door het feit dat hij al zijn schatten mee moest slepen. De farao, bekend met de krachten van de zwarte magie, bouwde toen de Schatkamer en sloeg in de urn op de top van het gebouw zijn schatten op. Daarna kon hij zijn achtervolging voortzetten.
Al Khazneh is gebruikt als locatie in de film Indiana Jones and the Last Crusade.